# Teckomatorps församling
Teckomatorps församling är en församling i Frosta-Rönnebergs kontrakt i Lunds stift. Församlingen ligger i Svalövs kommun i Skåne län och ingår i Svalövsbygdens pastorat.

## Administrativ historik
Församlingen bildades 2006 genom sammanslagning av Källs-Nöbbelövs, Norrvidinge och Norra Skrävlinge församlingar och utgjorde därefter till 2014 ett eget pastorat. Församlingen ingår sedan 2014 i Svalövsbygdens pastorat.

## Kyrkor

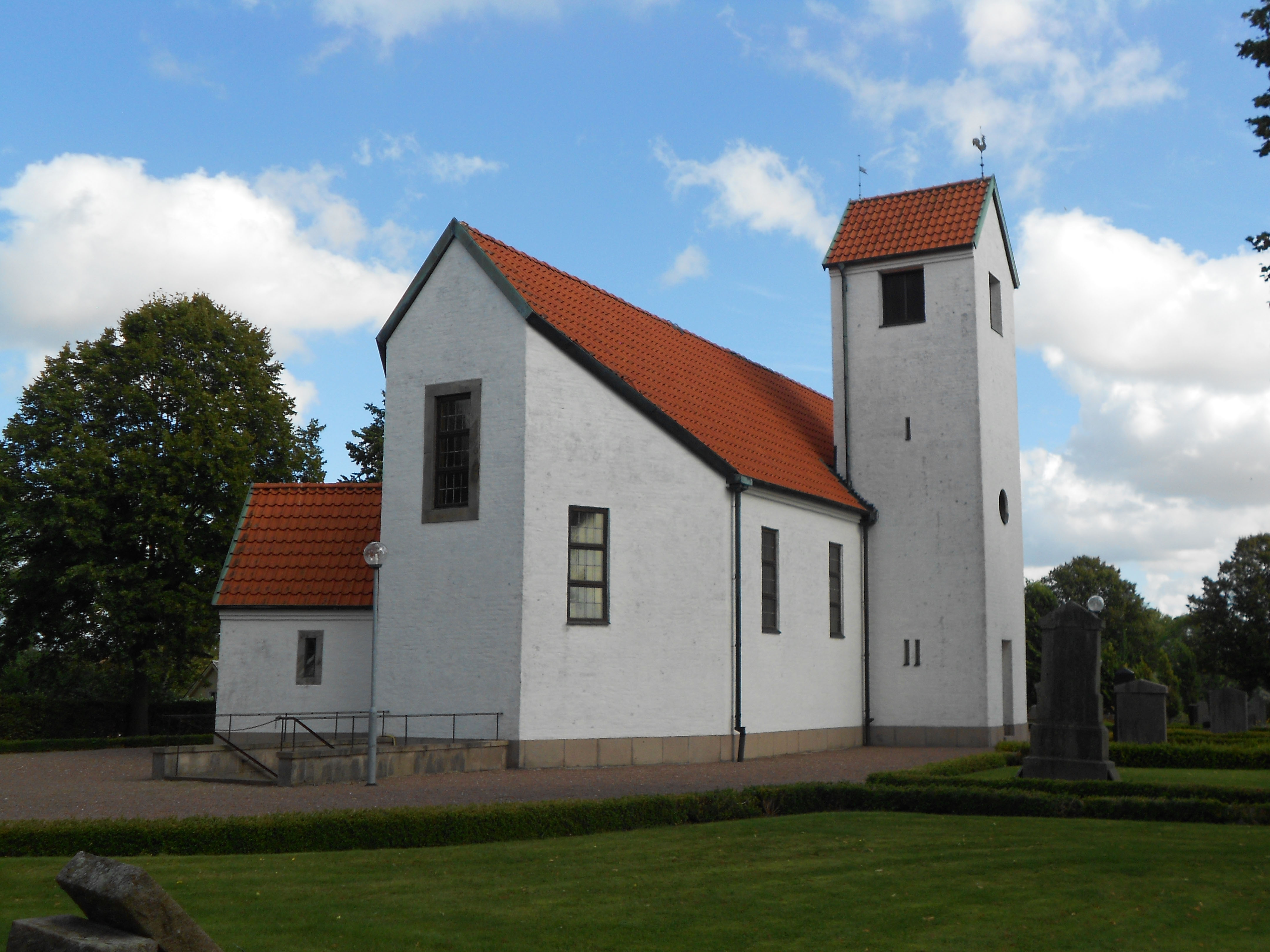
Källs-Nöbbelövs kyrka
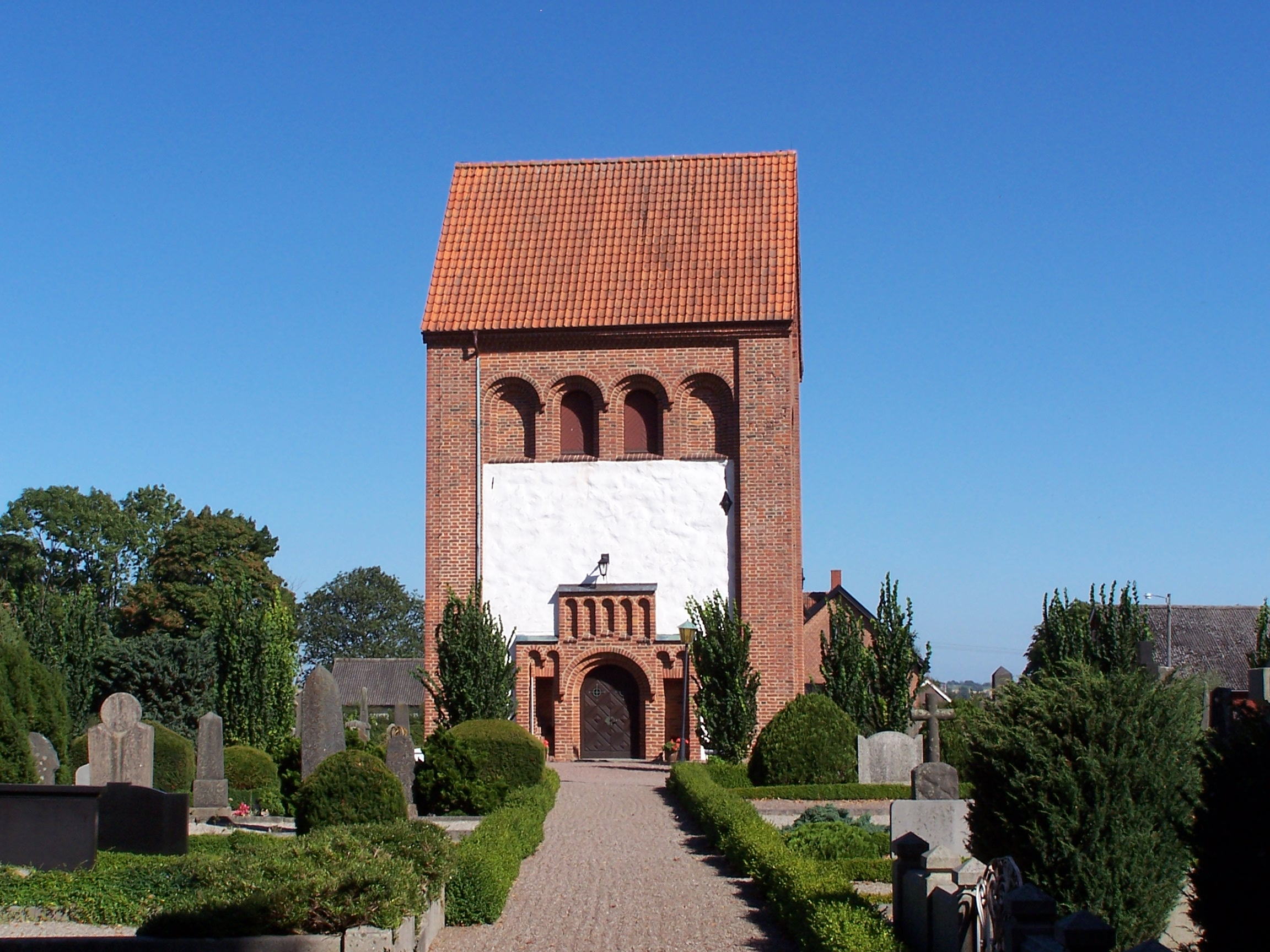
Norra Skrävlinge kyrka
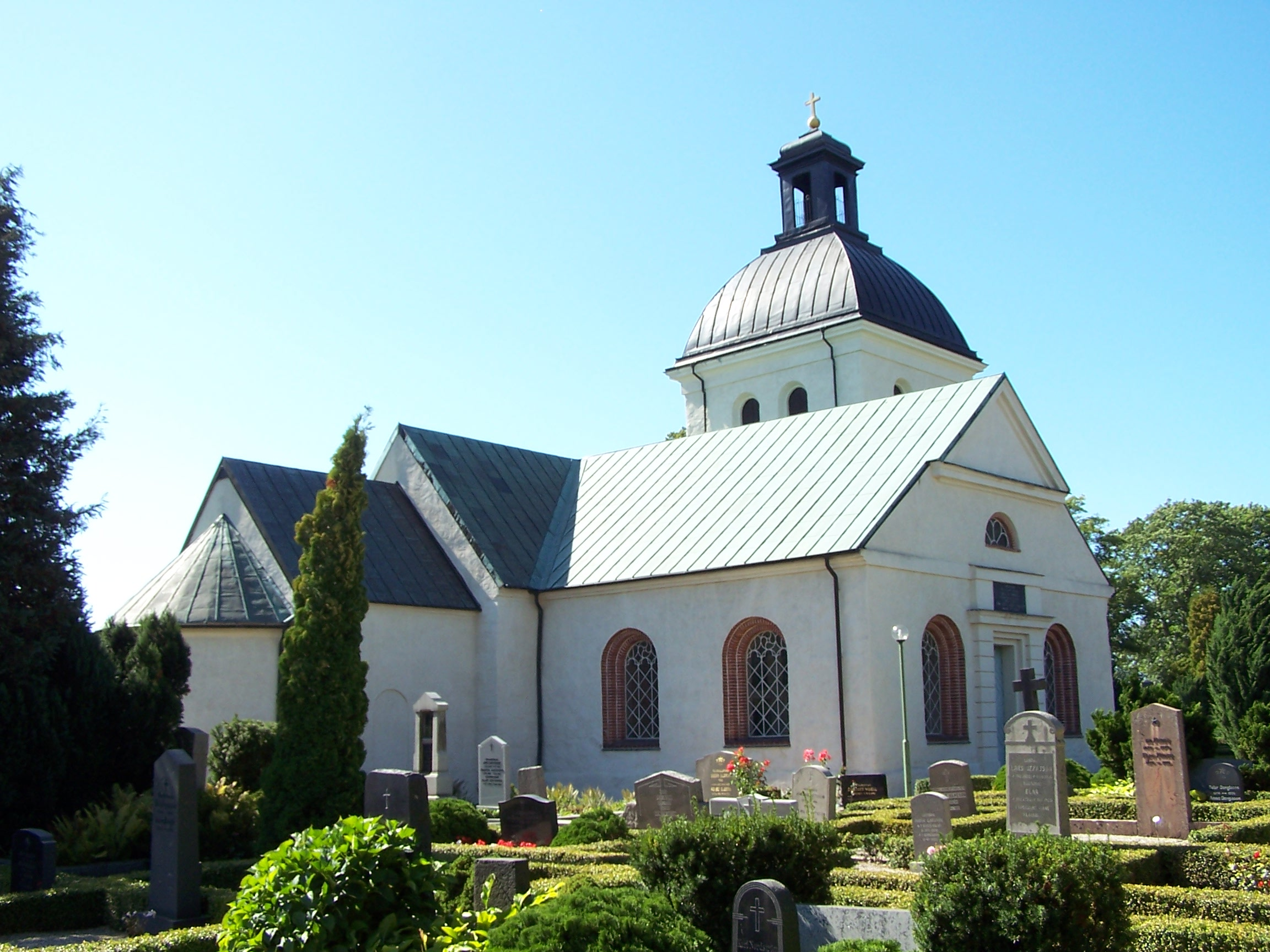
Norrvidinge kyrka